# 부권운동
부권 운동은 가족법 문제, 특히 친권 및 양육비와 관련된 사회 운동으로, 주로 아버지와 그들의 어린이에게 영향을 미치는 문제에 관심을 갖는 운동이다. 이 운동의 많은 운동가들은 이혼 또는 부부 별거 후 자녀의 어머니와 동등하게 자녀를 양육하기를 원하는 아버지들이다. 이 운동에는 남성뿐만 아니라 여성도 포함되며, 이혼한 아버지의 재혼 아내나 가족법에 관여한 남성의 다른 가족 구성원들이 참여하는 경우가 많다. 대부분의 부권 운동 지지자들은 형식적 성평등을 주장한다.

## 인구통계
부권 운동은 거의 산업화된 국가에서 존재하며, 이혼이 흔한 것이 특징이다. 이 운동은 1970년대에 시작된 가족은 아버지가 필요하다와 같은 단체들과 함께 남성운동의 일환으로 1960년대부터 서구에서 등장했다. 20세기 후반에는 인터넷의 성장이 부권 운동가들에게 관심 있는 문제에 대한 더 넓은 논의, 홍보 및 활동을 가능하게 했다. 부권 운동의 발전에 기여했다고 여겨지는 요인으로는 이혼율 증가와 결혼율 감소로 인한 가정 인구통계 변화, 부성, 모성, 아동성에 대한 이해와 기대 변화, 그리고 법률 시스템이 가족에 미치는 영향의 변화 등이 있다.
서구의 부권 단체들은 주로 백인, 중산층 또는 노동계급, 이성애자 남성들로 구성되어 있다. 회원들은 정치적으로 보수적인 경향이 있지만 단일한 정치적 또는 사회적 견해를 공유하지 않으며 목표와 방법이 매우 다양하다. 부권 운동의 회원들은 자녀와의 강한 관계를 옹호하며 이혼했거나 이혼 중인 남성들의 관심사를 바탕으로 좁게 정의된 문제에 초점을 맞춘다. 여성, 특히 이혼한 아버지의 새로운 파트너나 재혼 아내, 가족법에 연관된 남성의 다른 가족 구성원, 그리고 친권을 갖지 않은 어머니들도 부권 운동의 회원이며, 부권 운동가들은 이를 강조한다. 북미 부권 단체에 대한 두 연구에 따르면 회원 중 15%가 여성이었다.
부권 운동 단체인 가족은 아버지가 필요하다와 외로운 아버지 협회는 수십 년 동안 아버지의 권리를 위해 캠페인을 벌여왔으며 이보다 오래 지속되는 단체들은 핵심 구성원들의 장기적인 헌신과 약속의 결과로 지속되는 것으로 보여진다. 다른 부권 단체들은 빠르게 형성되고 해체되는 경향이 있었다. 이념과 전술에 대한 내부 의견 불일치가 흔하며, 회원들은 도움을 받은 후에는 그룹에 남지 않는 경향이 있다.

## 정치적, 사회적 견해
부권 운동은 남성과 여성을 비교하는 방식에 대해 다른 관점을 가진 자유주의 및 보수주의적 분파를 모두 가지고 있다. 두 그룹 모두 남성에 대한 피해와 차별에 동의하지만, 남성과 여성이 다른 이유(본성 대 양육)와 전통적인 성 역할에 대해서는 의견이 다르다. 자유주의적 시각은 성별 간의 차이가 문화 때문이며 남녀평등을 지지한다고 믿는 반면, 보수주의적 분파는 전통적인 부권제/상호보완론 가족을 믿으며 성별 간의 차이(성차이)는 생물학 때문이라고 믿는다. 로스 파크와 아민 브롯은 부권 운동을 남성운동 내에서 거의 전적으로 부성에 초점을 맞추는 세 가지 흐름 중 하나로 보며, 나머지 두 가지는 선한 아버지 운동과 Promise Keepers가 가장 큰 기독교 남성 운동 그룹이다.
1970년대부터 여성, 남성, 아버지 운동의 베테랑인 워렌 파렐은 부권 운동을 더 큰 "젠더 전환 운동"의 일부로 설명하며, 1960년대 여성들처럼 아버지들도 성별 기반 역할에서 더 유연한 가족 역할로 전환하고 있다고 생각한다. 파렐은 또한 이 운동이 자녀를 부모 모두에게서 동등하게 양육되는 수를 늘려 자녀의 사회적, 학업적, 심리적, 신체적 이점을 증가시킴으로써 자녀에게 도움이 된다고 믿으며, 그의 의견으로는 아버지들이 옹호자 역할을 하는 아동 권리 문제가 된다.
부권 운동 회원들은 가족법의 성별 편견으로 인해 아버지들이 차별을 받는다고 주장하며, 양육권 결정이 동등한 권리의 부인이었다고 주장하고, 돈의 영향이 가족법을 부패시켰다고 주장한다. 이 운동의 주된 초점은 아버지, 그리고 때로는 자녀를 위한 형식적 동등한 권리를 위한 캠페인(로비 및 연구 포함)과 친권, 양육비 및 부양료, 가정폭력 및 가정법원 시스템 자체와 관련된 가족법 변경을 위한 캠페인이다. 부권 단체들은 또한 별거 및 이혼 기간 동안 회원들에게 정서적, 실질적 지원을 제공한다. 부권 운동은 남성성과 반여성주의를 옹호하는 인터넷 포럼 집합인 더 넓은 남성계의 일부로 간주된다.
일부 부권 단체들은 법 개혁을 위한 전통적인 캠페인의 느린 속도에 불만을 품고 있다. 원래 영국 기반의 Fathers 4 Justice와 같은 단체들은 점점 더 목소리를 높이고 가시화되어, 대중의 관심을 끌고 가족 사법 정책에 영향을 미치는 공개 시위를 벌였다. 시위 이후 일부 부권 운동가들은 괴롭힘 및 폭행과 같은 혐의로 유죄 판결을 받았다. 부권 단체들은 위협과 폭력 행위를 비난했으며, Fathers 4 Justice의 매트 오코너는 그의 조직이 "평화적이고 비폭력적인 직접 행동"에 전념하고 있으며, 협박에 가담한 회원들은 제명될 것이라고 주장했다. 일례로 2006년 1월, 오코너는 일부 극단적인 회원들이 전 영국 총리토니 블레어의 어린 아들 레오 블레어를 납치하려 계획한 것이 밝혀지자 일시적으로 단체를 해체했다. 경찰에 따르면 이 음모는 "대화 단계"를 넘어선 적이 없었다. 4개월 후 이 단체는 재설립되었다.
법학자 리처드 콜리어는 부권 운동가들이 개혁 주장을 "증거에 기반한 연구"보다는 "일화적인 증거와 주장"에 근거하는 경우가 많다고 쓰며, 그들이 제안하는 법 변경을 시행하는 것이 어머니와 자녀에게 "잠재적으로 해로운 결과"를 초래할 수 있다고 주장한다. 콜리어는 연구자 마사 피네만 및 마이클 플러드와 함께 이 운동이 여성에 대한 적대적, 기만적, 복수심에 가득 찬, 무책임한 부정적인 고정관념을 영속시킨다고 말했으며, 여성들이 남성들을 재정적으로 이용하려 한다는 고정관념도 영속시킨다고 말했다. 콜리어는 여성에 대한 그러한 부정적인 견해를 광범위한 남성 운동 내에서의 남성성의 위기 개념과 연관시키며, 종종 "맹렬한" 반여성주의와 결합된다고 본다.

## 주요 문제

### 가정법원 시스템
부권 운동의 회원들은 가정법원이 아버지와 공동 친권에 대해 편견을 가지고 있다고 주장한다. 이 운동의 비판자들은 아버지 단체들이 이성애 규범적 가족 구조 내에서 아버지의 상징적 중요성을 확인하려는 가족법의 실제 경향을 무시한다고 주장한다.
American Coalition of Fathers and Children의 회장이자 부권 옹호자인 스티븐 바스커빌은 법원이 결정한 양육권을 자녀를 양육할 권리가 아니라 다른 배우자가 양육하는 것을 막을 수 있는 권력으로 정의한다. 그는 이혼의 결과가 지나치게 일방적이며, 특히 자녀가 관련된 경우 3분의 2 이상의 사례에서 어머니가 이혼을 시작한다고 말한다. 그는 또한 이혼이 여성에게 자녀에 대한 자동적인 양육권과 양육비 지급 형태의 재정적 이점을 제공한다고 말한다. 부권 운동 회원들은 또한 가정법원이 아버지의 양육권을 행사하는 데 느리게 도움을 준다고 주장하며, 비용이 많이 들고 시간이 오래 걸린다고 말한다.
바스커빌은 또한 가정법원이 비밀스럽고, 법원을 비판하는 아버지들을 검열하며 처벌한다고 주장한다. 그는 또한 법원 내의 직원과 활동가들이 자녀와 부모의 분리를 지지하고 이로부터 이득을 얻으며 오늘날의 가족법은 민권 침해이자 정부 권력의 침해적 왜곡을 나타낸다고 주장한다.
다른 이들은 이러한 결론에 이의를 제기하며, 가정법원이 아버지에게 유리하게 편향되어 있으며, 별거한 아버지들이 양육권을 가진 부모로서 차지하는 비율이 낮은 것은 가정법원의 편견보다는 아버지들이 내린 선택의 결과라고 주장한다. 다른 저자들은 부권 운동가들이 법원이 아버지에게 불리하게 편향되어 있다고 잘못 주장하는 반면, 실제로는 대다수의 사례가 사적인 합의로 해결되며 아버지들이 자발적으로 자녀의 주 양육권을 포기하므로 양육권을 가진 아버지의 비율이 낮은 것이라고 말한다. 또한 법원의 "편견"은 어머니에게만 국한된 것이 아니라 주 양육자에게 유리한 것이라고 주장한다. 콜리어는 부권 운동가들이 "역사적으로 공유 양육에 대한 법의 성별적 성격을 잘못 해석한다"고 썼다. 사회학자 마이클 플러드에 따르면, 부권 운동가들은 어머니와 아버지 사이의 양육권 판결 불균형을 과장했으며, 대다수의 경우 아버지들이 사적인 합의를 통해 자녀의 양육권을 자발적으로 포기한다는 사실을 무시했다고 한다. 이는 그들이 그렇게 하기를 원했거나 유리한 법원 판결을 기대하지 않았기 때문이라는 것이다.

### 양육권 및 육아
BBC에 따르면 "양육권 법은 남성 권리 운동에서 가장 잘 알려진 분야일 것이다." Journal Of Divorce and Remarriage의 린다 닐슨이 쓴 부분에서는 "정책 입안자, 부모, 가정법원 시스템이 직면한 가장 복잡하고 설득력 있는 문제 중 하나는 이혼 후 자녀에게 가장 유익한 양육 계획이 무엇인가"라고 언급한다. "자녀에게는 두 부모가 필요하다"며 "자녀는 어머니와 아버지 모두와 관계를 맺을 기회를 가질 근본적인 인권이 있다"고 말하며, 부권 운동 회원들은 별거 및 이혼 후 부모의 책임에 대한 더 큰 평등을 요구한다. 그들은 이혼 또는 별거 후 50/50의 공동 양육에 대한 반박 가능한 추정을 생성하는 법률을 요구하여, 특별한 이유가 없는 한 자녀가 각 부모와 동등한 시간을 보내도록 주장한다. 그들은 공동 양육 환경의 자녀가 더 잘 적응하고 학업 부진, 범죄, 약물 남용, 우울증, 자살과 같은 사회적 문제가 적다는 연구를 인용하며, 공동 양육이 실제로 자녀의 최고 이익에 부합한다고 주장한다. 워렌 파렐은 자녀에게 있어 세 가지 조건(자녀가 엄마와 아빠와 거의 같은 시간을 보내고, 부모가 너무 가까이 살아서 다른 부모를 방문할 때 친구나 활동을 포기할 필요가 없으며, 험담이 없음)을 갖춘 공동 양육이 온전한 양부모 가족 다음으로 두 번째로 좋은 가족 형태이며, 그 다음이 주 양육권이 아버지에게 있는 경우, 그리고 주 양육권이 어머니에게 있는 경우라고 말한다. 그는 또한 공동 양육에 합의할 수 없는 경우, 자녀는 평균적으로 어머니보다 아버지가 주 양육 부모일 때 심리적, 사회적, 학업적, 신체적으로 더 나은 상태이며, 공감 능력과 적극성이 더 높다고 덧붙인다.
부권 운동 회원들과 그 비판자들은 자녀의 부정적인 발달 결과와 단독 양육 상황의 상관관계에 대해 의견이 일치하지 않는다. 사회 과학자 V. C. 맥로이드는 아버지 부재가 남성 성인의 소득 부족, 두 번째 성인의 부재, 두 번째 확대 가족 시스템의 지원 부족과 같은 다른 관련 가족 특성과 공변한다고 말하며, 가난의 부정적인 영향이지 아버지의 부재가 부정적인 발달 결과를 초래하는 것은 아니라고 결론짓는다. 반면에 크레이그 하트 교수는 가난과 한부모의 결과가 상호 관련되어 있지만, 각각은 자녀에게 독립적인 영향을 미치는 위험 요소라고 말하며, 실버스타인과 아워바흐는 단독 양육 상황의 자녀에게 나타나는 부정적인 결과가 가난을 포함한 다른 어떤 변수보다 "아버지 부재"와 더 강하게 상관관계가 있다고 말한다.
부권 운동 회원들은 현재 많은 나라에서 양육권 결정을 위해 사용되는 아동의 최고 이익 기준을 비판하며, 이는 가정법원 판사 및 법원이 지정한 아동 양육권 평가자의 개인적 편견에 기반한 매우 주관적인 것이라고 설명한다. 그리고 기꺼이 유능한 부모에게서 양육권의 절반 이상을 빼앗는 것은 법원의 남용이라고 주장한다. 부권 운동의 회원인 네드 홀스타인을 포함한 인사들은 공동 양육에 대한 반박 가능한 추정이 대다수 시민들의 지지를 받고 있다고 말한다. 바스커빌은 공동 양육 법안 제안에 대해 이혼 변호사들이 반대하며, "급진 페미니스트" 단체들은 가정폭력과 아동 학대의 가능성 때문에 공동 양육에 반대한다고 썼다.
모 이 리는 어머니와 자녀에 대한 연구를 수행한 후, 공동 양육 합의에 몇 가지 장점이 있으며, 전반적으로 부모 간의 갈등 정도가 양육 합의보다 자녀에게 더 큰 영향을 미친다고 결론지었다.
 일부 여성주의 단체들은 공동 양육이 명령되면 아버지들이 자녀의 일상적인 양육 책임을 다하지 않을 것이라고 주장했다. 전미여성기구 또한 공동 양육을 주장하는 이들의 동기에 의문을 제기하며, 이는 양육비 지급의 상당한 감소 또는 종료로 이어질 것이라고 지적한다.
스티븐 바스커빌은 공동 양육이 부모의 협력과 타협을 요구함으로써 부모 갈등을 줄이는 것으로 입증되었으며, 다른 부모를 배제할 수 있는 한 부모의 구속력 부족이 부모 갈등 증가를 초래한다고 말한다. 그는 또한 양육비 지침이 실제 비용을 초과할 때만 부모들이 재정적인 이유로 양육 시간 변경을 요구하거나 막으려 한다고 말하며, 부모가 양육비 감소를 위해 양육 시간 증가를 요구한다는 주장은 동시에 다른 부모가 양육비로 이득을 취하고 있다는 주장이라고 덧붙인다.
스티븐 바스커빌은 무과실 또는 일방적 이혼을 이혼을 시작하는 부모의 권력 장악으로 묘사하며, 아버지에게는 자녀에 대한 공동 통제권에 대한 헌법적 권리가 있으며 정치적 행동을 통해 양부모 모두의 양육권과 자녀의 복지를 확립할 의도가 있다고 말한다. 부권 운동 회원들은 공동 양육에 대한 반박 가능한 추정이 부적격하거나 폭력적인 부모로부터 자녀를 보호하는 것을 유지한다고 주장한다.
프로여성주의 사회학자 마이클 플러드는 공동 양육 지지자들이 이를 "권리", "평등", "공정성"과 관련된 상징적인 문제로만 사용하며, 부권 운동은 실제로는 자녀의 공동 양육이나 자녀의 희망에 관심이 없다고 말한다. 그는 또한 부권 단체들이 어머니와 자녀에게 해로울 뿐만 아니라 아버지 자신에게도 해로운 정책과 전략을 옹호했다고 덧붙인다. 이와 대조적으로 사회과학자 샌포드 브레이버는 이혼한 나쁜 아버지 이미지는 해롭고 위험한 사회 정책으로 이어진 신화라고 말한다.
일부 부권 운동가들은 "방문"이라는 용어가 부모로서의 권위를 깎아내린다고 반대하며, 대신 "육아 시간"이라는 용어를 선호한다.

### 양육비
노스웨스턴 대학교 법률 평론지(Northwestern University Law Review)에 실린 타이(Tait)와 앤더슨(Anderson)의 설명에 따르면, "양육비는 모든 소득 및 재산 수준에 공통적인 보편적인 종류의 채무이며, 데이터에 따르면 미국 성인 인구의 약 30%가 양육비를 지불했거나 받았다." 부권 운동 회원들은 대부분 서구 국가에서 분리 후 자녀의 생활 수준을 유지하고 자녀가 한 부모와 살며 다른 부모와는 살지 않는다는 가정에 기반을 둔 양육비 지침 개혁을 주장한다. 활동가들은 현재의 지침이 자의적이며, 어머니들에게 이혼을 위한 재정적 유인책을 제공하고, 아버지들에게는 양육 시간 동안 자녀와 함께 즐길 수 있는 재량 소득이 거의 없다고 주장한다. 미국에서 부권 운동가들은 부모의 평균 소득과 양부모가 부담하는 추정 자녀 비용을 기반으로 하는 비용 분담 모델에 따른 지침을 제안한다. 로라 W. 모건은 이것이 이혼 후 자녀의 최고 이익과 동일한 수준의 재정적 지원보다는 이혼하는 부모의 상대적 생활 수준에 초점을 맞춘다고 말했다.
솔란헬 말도나도는 법률이 가난한 아버지들을 위해 양육비 징수에 대한 초점을 줄이고, 이러한 아버지들의 비공식적 기여(예: 식료품, 의류, 장난감, 자녀와 함께 보내는 시간)를 양육비로 계산함으로써 이들을 격려하여 아버지의 역할을 더 넓게 정의해야 한다고 말한다.
부권 운동 회원들은 양육권 부모가 다른 부모의 의지에 반하여 이사하여 자녀와의 접촉을 제한하거나, 사기성 증언을 하거나, 친자 사기가 발견되는 등의 특정 조건에서는 양육비가 종료되어야 한다고 주장하며, 두 남성이 같은 자녀를 위해 양육비를 지불할 필요가 없다고 덧붙인다.
스티븐 바스커빌은 경제적으로 어려운 아버지나 자녀 양육에 더 큰 역할을 하는 아버지가 양육비 지급액을 낮추기 어렵다고 말한다. 그는 또한 실업이 양육비 체납의 주된 원인이며, 이러한 체납으로 인해 아버지가 적법한 절차 없이 체포 및 구금될 수 있다고 덧붙인다.
스티븐 바스커빌은 양육비의 목적이 공개적으로 결정되어야 하며, 집행 프로그램은 법의 적법한 절차를 준수하며 그 목적에 부합하도록 설계되어야 한다고 말한다.
일부 법학자들과 페미니스트 작가들은 부권 운동이 아버지의 이익을 자녀의 이익보다 우선시한다고 말한다. 예를 들어, 자녀와의 접촉이 허용되지 않을 경우 아버지가 양육비를 중단하는 것이 용납될 수 있다고 제안하거나, 아동 학대 아버지에게 자녀의 노출을 높이고 가정폭력 피해자인 어머니들을 더욱 위험에 빠뜨릴 수 있는 가족법 변경을 로비한다는 주장이다.
부권 운동 지지자들은 일부 여성들이 이혼, 양육권 분쟁에서 우위를 점하거나 아버지들이 자녀를 만나지 못하게 하기 위해 가정폭력, 성적 또는 아동 학대에 대한 허위 주장을 하며, 변호사들이 여성들에게 그러한 주장을 하도록 조언한다고 주장한다. 그들은 가정폭력 및 아동 학대에 대한 허위 주장이 친권 청문회의 선동적인 "승리 또는 패배" 성격에 의해 조장되며, 남성들은 경찰과 법원에 의해 무죄가 아닌 유죄로 추정된다고 말한다. 학대받는 여성을 위한 변호사 및 옹호자들은 가정법원 절차가 가정폭력의 허위 주장 때문이 아니라 사회 내 가정폭력의 만연함 때문에 가정폭력 혐의와 함께 진행되는 경우가 많다고 주장한다. 그들은 또한 가정폭력이 이혼 또는 별거 시기에 시작되거나 증가하는 경우가 많다고 주장한다. 사회학자 마이클 플러드는 부권 단체들이 여성 폭력 피해자들의 신뢰를 떨어뜨리고, 피해자들에게 제공되는 법적 보호와 가해자에게 부과되는 제재를 되돌리려 하며, 남성 폭력 피해자들을 위한 서비스를 훼손하려 함으로써 가정폭력 프로그램 및 정책 분야에 해로운 영향을 미쳤다고 주장한다. 스티븐 바스커빌은 아동 학대가 발생할 때 가해자는 아버지가 아닐 가능성이 높으며, 아동 학대는 아버지가 자녀와 분리된 후에 가장 자주 발생한다고 주장한다. 바스커빌은 가정폭력과 아동 학대는 적법한 절차 보호를 준수하는 형사 폭행으로 재판되어야 하며, 이러한 문제에 대한 정부 프로그램 자금 지원은 그러한 보호에 따라야 한다고 제안한다.

### 양육 시간 방해
글렌 삭스는 일부 어머니들이 아버지의 양육 시간을 방해하며 그러한 방해는 중단되어야 한다고 말한다. 삭스와 제프리 M. 레빙은 양육 시간 방해가 주 양육권 부모가 비양육권 부모로부터 실질적인 거리 이상으로 이사함으로써 발생할 수 있으며, 그들은 그러한 이사를 금지하는 반박 가능한 추정을 요구한다.
부권 운동가들은 또한 리처드 A. 가드너가 개발한 제안된 증후군인 부모 소외 증후군을 포함시키기를 주장했는데, 이 증후군은 부모와 자녀 간의 관계에 대한 부당한 방해가 다른 부모에 의해 발생한다고 주장한다. PAS나 PAD는 어떤 법률 또는 정신 건강 기관에서도 인정되지 않는다. 로비 활동에도 불구하고 부모 소외 증후군은 2010년에 발표된 DSM 매뉴얼 초안에 포함되지 않았지만, 부모 소외 장애는 작업 그룹에서 검토할 "외부 소스 제안 조건"으로 나타난다.

### 무과실 이혼
스티븐 바스커빌은 무과실 이혼을 확립하는 법률이 "상호 동의"에 의한 이혼을 허용하기 위해 이혼 사유를 제시할 필요성을 제거하는 데 그치지 않았으며, 배우자 중 한 명이 다른 배우자의 어떠한 동의나 과실 없이도 결혼을 끝낼 수 있도록 허용한다고 말한다. 필리스 슐래플리는 무과실 이혼을 일방적 이혼으로 지칭해야 한다고 말한다.
스티븐 바스커빌은 무과실 이혼을 확립하는 법률이 현대 역사상 가장 대담한 사회 실험 중 하나로 간주될 수 있으며, 사실상 결혼을 법적 계약으로 끝냈다고 말한다. 그는 가족을 만들기 위한 구속력 있는 합의를 형성하는 것이 불가능하며, 정부 공무원이 한 배우자의 요청에 따라 다른 배우자의 반대에도 불구하고 결혼을 끝낼 수 있다고 말한다. 그는 무과실 이혼이 아버지들에게 자녀를 몰수당하는 것에 대한 보호를 제공하지 않았다고 말한다.
바스커빌은 과실이 친권 청문회라는 뒷문으로 들어왔으며, 강제로 이혼당한 배우자("피고인")는 유죄로 추정된다고 말한다. 마찬가지로, 부권 운동의 다른 회원들은 남성들이 무과실 이혼의 결과로 자신들의 무죄를 적절히 인정받지 못한다고 믿는다.
스티븐 바스커빌은 자녀가 관련된 경우 무과실 이혼에 "합리적인 제한"을 두어야 한다고 제안한다. 부권 운동의 일부 회원들은 친권 및 이혼 결정에서 무과실 원칙의 종료를 지지한다. 부권 운동의 일부 회원들은 이혼 가능성도 제한되어야 한다고 말한다.

### 정부 개입
스티븐 바스커빌은 미국과 다른 민주주의 국가 전역의 정부가 우연히 또는 의도적으로 아버지와 부성애에 대한 캠페인에 참여하고 있다고 주장하며, 이는 그의 견해로는 결혼을 위협하고, 가정을 파괴하며, 많은 자녀의 삶을 황폐화시키고, 부모, 민주주의 및 설명책임을 약화시키는 더 큰 문제의 근원이라고 본다. 바스커빌은 또한 이혼을 통해 아버지를 가족에서 제거하는 것이 정부가 문제의 해결책으로 인식되는 문제들을 시작하며, 이러한 문제들은 정부의 지속적인 존재와 확장을 정당화하는 데 사용된다고 말한다. 부권 운동의 회원들은 현대의 이혼은 정부 공무원이 부모의 사생활을 침해하고, 사람들을 집에서 쫓아내고, 재산을 압수하고, 자녀를 빼앗는 것을 포함한다고 주장한다.

### 부모 및 재생산권
부권 옹호자들은 미혼이면서도 적합한 아버지가 어머니가 자녀를 제3자에게 입양시키려 하거나 아동 복지 당국이 자녀를 가정위탁에 맡기는 경우 양육권을 얻을 권리를 위해 노력해왔다. 부권 운동가들은 미혼 남녀가 입양 문제에서 동등한 권리를 갖는 성 중립적 접근 방식을 추구하는데, 비판론자들은 이 접근 방식이 생식과 임신에서 다른 생물학적 역할과 사회 경제적 구조의 불균형을 충분히 인정하지 않는다고 말한다. 미국에서는 일부 주에서 미혼 아버지의 양육권을 보호하는 법률을 통과시켰다. 법원은 이러한 권리를 점점 더 지지하고 있지만, 판사들은 아버지가 임신 기간 동안 어머니에게 관심과 재정적, 정서적 지원을 보였다는 증거를 요구하는 경우가 많다.
일부 부권 옹호자들은 남성에게 임신 중단 결정에 참여할 능력이 없는 것이 차별이라는 생각에 기반하여, 아버지의 동의 없이 여성이 낙태하는 것을 막을 권리를 추구해왔다. 이 옵션은 미국 법률에 의해 지지되지 않는다. 부권 옹호자 제프리 M. 레빙과 글렌 삭스는 "남성을 위한 선택은 결함 있는 해결책이다"라고 말했다. 옹호자들은 또한 원치 않는 자녀에 대한 모든 양육비 책임을 끊을 수 있는 옵션인 "재정적 낙태"를 원한다고 표명했다. 이에 대해 법학자 킴 부캐넌은 "남성에게 임신 회피 옵션이 없는 것을 성별 불의로 규정하는 유일한 방법은 남성이 피임하지 않은 성관계(또는 피임 실패)의 결과를 전적으로 여성 파트너에게 전가할 권리가 있다는 것을 받아들이는 것"이라고 말한다. 그러나 일부 여성주의자들은, 예를 들어 여성주의 단체 전미여성기구의 전 회장이자 변호사인 카렌 디크로우는 "재정적 낙태" 개념을 지지하며 "여성이 임신을 지속할 일방적인 결정을 내리고, 생물학적 아버지가 이 결정에 동참하지 못하거나 동참할 수 없다면, 그는 21년간의 양육비에 대해 책임져서는 안 된다... 자신의 삶에 대해 독립적인 결정을 내리는 자율적인 여성은 남성이 자신의 선택에 자금을 대기를 기대해서는 안 된다"고 말했다.

### 부모 휴가
부권 단체들의 압력으로 여러 나라에서 육아 휴가에 대한 성 중립적인 프로그램이 도입되었다. 역사적으로는 여성과 자녀의 건강 및 재정적 복지 보호의 필요성을 포함하여 출산의 물리적 생물학을 기반으로 여성에게 출산 휴가 혜택이 주어졌지만, 부모 휴가 혜택은 성 중립적인 육아, 자녀 돌봄에 대한 아버지 참여의 이점, 그리고 영유아 돌봄에 참여하고자 하는 남성에 대한 차별 시정을 강조한다.

## 비판
실질적 평등 옹호자들은 부권 옹호자들이 자주 언급하는 형식적 평등에 반대한다.
일부에서는 잉태 투자를 부권과 모권 사이의 실질적 평등에 대한 정당성 중 하나로 본다.

## 같이 보기
- 국가별 부권 운동
- 남성주의
- 남성인권 운동
- 페이퍼 낙태
- 남성주부

## 참고 문헌
- Baskerville, Stephen (2007). 《Taken into Custody: The War Against Fatherhood, Marriage, and the Family》. Cumberland House Publishing. ISBN 978-1-58182-594-7.
- Collier, Richard; Sheldon, Sally, 편집. (2006a). 《Fathers' Rights Activism and Law Reform in Comparative Perspective》. Hart Publishing. ISBN 978-1-84113-629-5.
- Crowley, Jocelyn E. (2008). 《Defiant Dads: Fathers' Rights Activists in America》. Cornell University Press. ISBN 978-0-8014-4690-0.
- Crowley, Jocelyn E. (2003). 《The Politics of Child Support in America》. Cambridge University Press. ISBN 978-0-521-53511-3.
- Parke, RD; Brott, AA (1999). 《Throwaway Dads: The Myths and Barriers that Keep Men from Being the Fathers They Want to Be》. Houghton Mifflin. ISBN 978-0-395-86041-0.

## 더 읽어보기
- Collier, Richard; Sheldon, Sally (2006년 11월 1일). “Unfamiliar territory: The issue of a father's rights and responsibilities covers more than just the media-highlighted subject of access to his children”. 《더 가디언》 (London). 2008년 5월 20일에 원본 문서에서 보존된 문서.